# تبدیل آلفا–بتا
در مهندسی برق، تبدیل آلفا بتا ({\displaystyle \alpha \beta \gamma }) که با عنوان تبدیل کلارک هم شناخته می‌شود یک تبدیل ریاضی است که برای ساده‌سازی تحلیل مدار سه فاز استفاده می‌شود. از لحاظ مفهوم شبیه به تبدیل dqo است. یکی از کاربردهای مهم تبدیل {\displaystyle \alpha \beta \gamma } تولید سیگنال مرجع است که در کنترل مدولاسیون بردار فضایی اینورتر سه فاز استفاده می‌شود.

## تعریف
تبدیل{\displaystyle \alpha \beta \gamma } برای جریان سه فاز بر اساس نسخهٔ ادیت کلارک به صورت ماتریسی:
{\displaystyle I_{\alpha \beta \gamma }=TI_{abc}={\frac {2}{3}}{\begin{bmatrix}1&-{\frac {1}{2}}&-{\frac {1}{2}}\\0&{\frac {\sqrt {3}}{2}}&-{\frac {\sqrt {3}}{2}}\\{\frac {1}{2}}&{\frac {1}{2}}&{\frac {1}{2}}\\\end{bmatrix}}{\begin{bmatrix}I_{a}\\I_{b}\\I_{c}\end{bmatrix}}}
تبدیل معکوس:
{\displaystyle I_{abc}=T^{-1}I_{\alpha \beta \gamma }={\begin{bmatrix}1&0&1\\-{\frac {1}{2}}&{\frac {\sqrt {3}}{2}}&1\\-{\frac {1}{2}}&-{\frac {\sqrt {3}}{2}}&1\end{bmatrix}}{\begin{bmatrix}I_{\alpha }\\I_{\beta }\\I_{\gamma }\end{bmatrix}}}
می توان ضریب را به جای {\displaystyle 2/3},{\displaystyle {\sqrt {2/3}}}قرار داد.در این صورت ضریب ماتریس معکوس هم {\displaystyle {\sqrt {2/3}}} خواهد شد.
از طرفی با این کار توان حالت دو فاز هم با توان در  حالت سه فاز برابر می‌شود.و به‌طور کلی برای یک تبدیل هرگاه حاصلضرب ماتریس انتقال با معکوس آن , ماتریس واحد شود, توان هم حفظ می‌شود.
در یک سیستم متعادل {\displaystyle I_{a}+I_{b}+I_{c}=0} در نتیجه {\displaystyle I_{\gamma }=0} و فقط دو تا از جریان فازها برای محاسبهٔ مؤلفه‌های {\displaystyle \alpha },{\displaystyle \beta }کافی است.در این حالت تبدیل ساده می‌شود:
{\displaystyle I_{\alpha \beta }={\begin{bmatrix}1&0\\{\frac {1}{\sqrt {3}}}&{\frac {2}{\sqrt {3}}}\end{bmatrix}}{\begin{bmatrix}I_{a}\\I_{b}\end{bmatrix}}}                       و                   {\displaystyle I_{abc}={\begin{bmatrix}1&0\\-{\frac {1}{2}}&{\frac {\sqrt {3}}{2}}\\-{\frac {1}{2}}&-{\frac {\sqrt {3}}{2}}\end{bmatrix}}{\begin{bmatrix}I_{\alpha }\\I_{\beta }\end{bmatrix}}}

## تعبیر هندسی

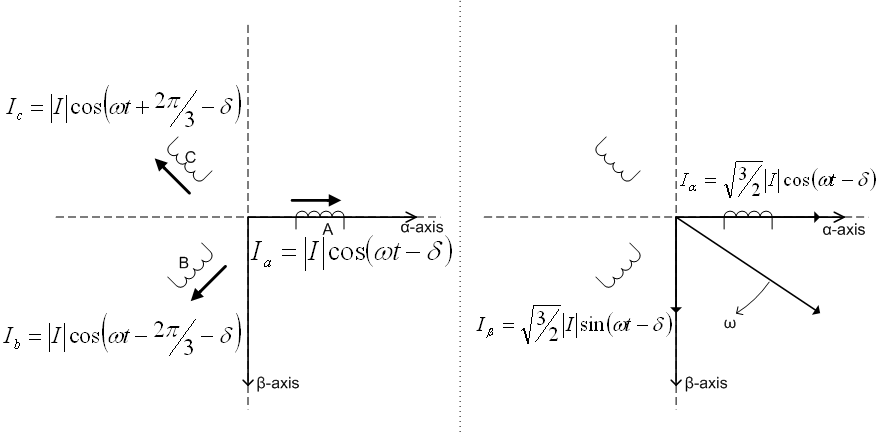
شکل بالا تبدیل است که برای سه جریان متقارن که در سه سیم پیچ که با هم 120 درجهء فیزیکی اختلاف دارند جاری اند.جریان ها نسبت به ولتاژ متناظر اختلاف فاز دارند. محور -نسبت به فاز 'A' زاویهء می سازد.بردار جریان با سرعت زاویه ای می چرخد.چون جریان ها متعادل اند, مولفهء نداریم.

تبدیل{\displaystyle \alpha \beta \gamma } را می‌توان طرحی از کمیت سه فاز بر دو محور آلفا و بتا دانست.

### تبدیلdqo{\displaystyle dqo}
تبدیل dqo به لحاظ مفهومی مشابه تبدیل {\displaystyle \alpha \beta \gamma } است.با این تفاوت که تبدیل dqo تصویر کمیت سه فاز بر دو محور مرجع گردان است ولی تبدیل {\displaystyle \alpha \beta \gamma } تصویر کمیت بر دو بردار مرجع ثابت.